# Žalm 45

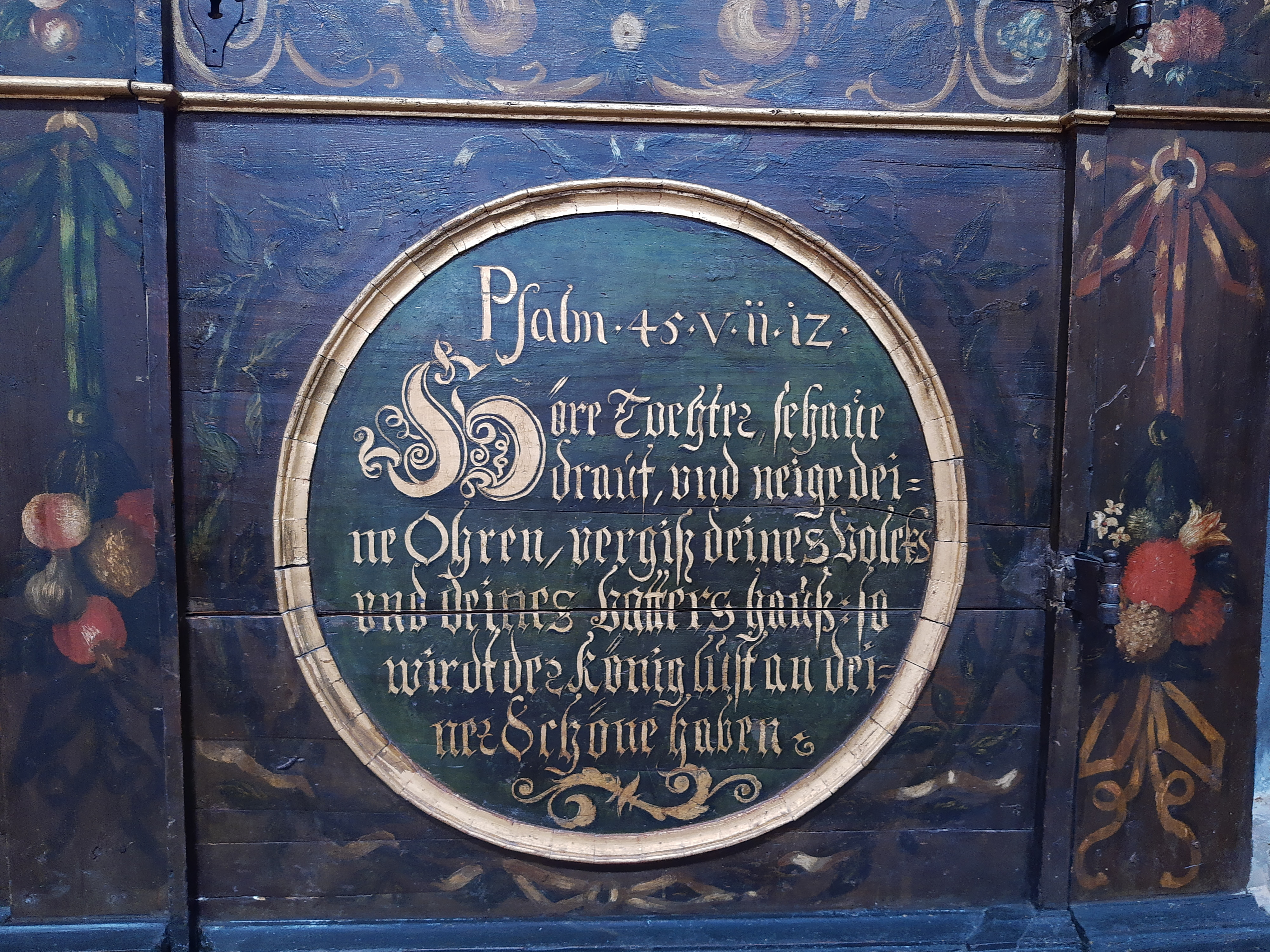
Unionskirche, Idstein, dřevořezaný zlacený nápis verše ze 45. žalmu s titulem, obklopený květinovými ornamenty.

Žalm 45 („Slavnostní řeč mi ze srdce tryská“) je biblický žalm. V překladech, které číslují podle Septuaginty, se jedná o 44. žalm. Žalm je nadepsán těmito slovy: „Pro předního zpěváka, podle „Lilií“; pro Kórachovce; poučující, píseň lásky.“ Podle některých vykladačů hebrejský výraz lamnaceach (לַמְנַצֵחַ, „pro předního zpěváka“) značí, že žalm byl určen k tomu, aby jej při určitých příležitostech odzpívával zkušený zpěvák, přičemž výraz al šošanim (עַל שׁשַׁנִּים, „podle Lilií“) odkazuje na to, že se tak mělo dít za doprovodu konkrétního druhu hudebního nástroje. Raši vysvětluje, že tento a ostatní žalmy, které jsou nadepsány hebrejským souslovím livnej Korach (לִבְנֵי קֹרַח, „pro Kórachovce“), složili synové Levity Kóracha, a to poté, co se distancovali od vzpoury svého otce vůči Mojžíšovi a nepropadli se společně s ním do útrob země. Tehdy totiž na nich spočinul ruach ha-kodeš a oni prorokovali a složili zmíněné žalmy. Výrazy „podle Lilií“ a „píseň lásky“ Raši interpretuje tak, že tento žalm Kórachovi synové složili z lásky k mudrcům, kteří jsou jemní a líbezní jako květ lilie. V Talmudu je navíc uvedeno, že každý žalm, ve kterém je v nadepsání uveden hebrejský výraz maskil (מַשְׂכִּיל, „poučující“), byl přednášen prostřednictvím meturgemana (tlumočníka). Spis Šimuš Tehilim („Užití Žalmů“), jehož autorem je zřejmě židovský učenec Chaj Ga'on (939–1038), uvádí, že recitace 45. žalmu je zvlášť vhodná pro toho, kdo má zlou ženu.